# 札杜莉
，是史瓦帝尼政治人物和外交官，現為該國副總理。札杜莉為史瓦帝尼首位女性外交部部長，此前曾擔任參議員。
2019年，札杜莉訪問中華民國，並會見該國總統蔡英文。

## 政治生涯
擔任外交部長前，札杜莉曾是史瓦帝尼參議院議員。2018年史瓦帝尼大選後，由安布羅斯·曼德武洛·德拉米尼領導的政府成立，並於2018年11月2日組建內閣。組閣前，札杜莉曾被傳言是教育部部長的候選人，她在被提名為外交部部長後表示震驚。
札杜莉上任外交暨國際合作部部長後加強與中華民國的合作關係，並於2019年2月26日在台北市會見該國總統蔡英文，雙方讚賞兩國間的邦交關係，承諾進一步拓展合作項目。同年4月25日，中華民國外交部部長吳釗燮率代表團訪問史瓦帝尼，慶賀該國國王恩史瓦帝三世51歲壽誕，吳釗燮於回訪期間和札杜莉簽署包括婦女經濟賦權合作瞭解備忘錄等多項協議。
札杜莉推動的外交政策也涉及西撒哈拉衝突。訪問阿尤恩期間，札杜莉將該國於摩洛哥首都拉巴特設立大使館和阿尤恩設立總領事館描述為史瓦帝尼與摩洛哥雙邊關係的轉捩點，並稱西撒哈拉為摩洛哥不可分割的一部分。
2019冠狀病毒病疫情期間，札杜莉協調國際社會在應對疫情方面對史瓦帝尼的支持，並接受卡達駐史瓦帝尼大使館偕同該國臨時代辦艾哈邁德·本·塔吉爾·穆罕默德·薩達（Ahmed bin Tajir Mohammad Al Sada）向史瓦帝尼捐贈醫療防護設備和物資。此外，札杜莉也與世界衛生組織駐史瓦帝尼代表科妮莉亞·阿特西爾（Cornelia Atsyor）同衛生部長麗絲·恩科西合作對抗該國疫情。